# Клюк, Анна Ильинична
Анна Ильинична Клюк (укр. Ганна Іллівна Клюк; 1906 год — дата смерти неизвестна) — доярка колхоза имени Ленина Винниковского района Львовской области, Украинская ССР. Герой Социалистического Труда (1958).
Родилась в 1906 году в крестьянской семье. Трудилась в сельском хозяйстве. С конца 1940-х годов трудилась дояркой в колхозе имени Ленина (позднее — совхоз «Винниковский») в селе Чишки Винниковского района.
Достигла высоких надоев молока от каждой коровы. В 1955 году надоила от восьми закреплённых за ней коров в среднем по 6180 килограмм молока от каждой коровы. Указом Президиума Верховного Совета СССР от 26 февраля 1958 года «за особые заслуги в развитии сельского хозяйства и достижение высоких показателей по производству зерна, сахарной свеклы, мяса, молока и других продуктов сельского хозяйства и внедрение в производство достижений науки и передового опыта» удостоена звания Героя Социалистического Труда с вручением ордена Ленина и золотой медали «Серп и Молот».
После выхода на пенсию проживала в селе Чишки Пустомытовского района Львовской области.